# إيراد لوازم
إيراد اللوازم عند البلغاء ينقسم إلى قسمين: أولا إيراد اللوازم المعنوية، وثانيا إيراد اللوازم الضمنية.
إيراد اللوازم المعنوية هو أن يؤتى بألفاظ لازمة لصحة المعنى دون أن يقصد منها مجرد الصنعة.
إيراد اللوازم الضمنية هو أن يؤتى بألفاظ مشتركة ويكون لكل لفظ معنى مفيد للغرض، ثم يراعى النظير لثاني المعاني بإيراد لوازمه، على أن يكون المعنى الثاني غير مقصود أصلا لا ينصرف إليه الظن. والفرق بين هذا وبين التخييل أن الذهن في التخييل ينصرف إلى المعنى الثاني أما في اللوازم الضمنية فلا.